# Geschiedenis van de Dominicaanse Republiek
De geschiedenis van de Dominicaanse Republiek begint op 27 februari 1844. Het land beslaat het midden en oosten van het eiland Hispaniola. In het westen ligt sinds 1804 Haïti. Tussen 1804 en 1844 heeft het Spaanse deel verschillende namen gehad.
De Dominicaanse Republiek kent vier perioden van onafhankelijkheid. De eerste was in 1821, de zogenaamde kortstondige onafhankelijkheid van de Republiek Santo Domingo, 1844 is het jaar van de tweede en officiële onafhankelijkheid van de Dominicaanse Republiek, de derde was in 1865 na een periode als Spaanse provincie en de vierde, in 1924, na een invasie van de VS in verband met het Panamakanaal.
Bewijsbare beschrijvingen van het eiland bestaan vanaf 1492, het jaar waarin Christoffel Columbus het eiland ontdekte.

## Geschiedenis van het eiland
Het eiland is een deel van het Amerikaanse continent. Het hoort geografisch bij Noord-Amerika, cultureel wordt het tot Midden-Amerika gerekend en het wordt ook tot de Latijns-Amerikaanse landen gerekend.
Het is ontstaan door tektonische werking van de Caribische Plaat in het Caribisch gebied dat gevoelig is voor aardbevingen en cyclonen. Het zuidwestelijke deel van Hispaniola was een eiland met de huidige Sierra de Baoruco met ertussen een zeestraat ter hoogte van de Enriquillo-Plantain Garden-breuk, waar nu het Enriquillomeer ligt. In het noordoosten was een eiland dat nu het schiereiland Samaná is.
Door de ligging van het Cordillera Central "centraal gebergte" heeft het eiland een geografisch noordoostelijk en zuidwestelijk deel. Deze grote barrière heeft in de hele geschiedenis een grote rol gespeeld.

## Geschiedenis van de bewoners tot 1844

### De eerste bewoners
De eerste bewoners zijn de Ciboney-indianen die het eiland Quizqueya ("moeder van alle landen") noemden. Zij vestigden zich hier al voor onze jaartelling. 
Omstreeks de eerste jaren van onze jaartelling kwamen de Taíno-indianen, die de Ciboney naar het westen verdreven. Zij noemden het eiland Aïti ("hoge berg"). Het eiland werd daarnaast ook regelmatig door Cariben overvallen. Door Europese ziekten, uitbuiting en slavernij zijn deze inheemse bewoners van Hispaniola als volk uitgestorven.

### Ontdekking
In 1492 werd het eiland ontdekt door Christoffel Columbus op de eerste van zijn vier reizen en gaf het de naam La Isla de Española, een verwijzing naar zijn Spaanse opdrachtgever. Door het gebruik van het Latijn is de naam Hispaniola ontstaan. De bewoners noemde hij indianen omdat hij dacht Indië te hebben bereikt. In Europa werd het ook bekend als deel van West-Indië. Doordat de Duitse cartograaf Martin Waldseemüller de naam van de ontdekkingsreiziger Amerigo Vespucci op zijn wereldkaarten vermeldde, wordt dit werelddeel vanaf 1507 Amerika genoemd.

#### Eerste opstand
Tijdens zijn tweede ontdekkingstocht in 1493 kreeg Columbus te maken met de eerste opstand. Er ontstond onvrede over de situatie ter plaatse door het werk dat moest worden gedaan en het uitblijven van de in het vooruitzicht gestelde rijkdom.
Fermin Cedo, een keurmeester en zuiveraar van edelmetaal, beweerde dat er geen goud te vinden was of in ieder geval zo weinig dat het niet zou opwegen tegen de kosten van de reis. Hij beweerde dat het door de indianen gebrachte goud al oud was en van generatie op generatie overgeleverd. Zijn woorden vonden bijval en er groeide een idee om een of alle vijf van de achtergebleven schepen te kapen en ermee naar Spanje terug te keren.
Bernal Diaz de Pisa, die al eens op zijn officiële positie had gewezen en daardoor problemen met Columbus had gekregen, nam de leiding. Hij wilde van de ziekte van Columbus gebruikmaken om het idee tot uitvoer te brengen. Het plan werd echter ontdekt en de leiders werden gearresteerd en opgesloten.
Na onderzoek bleek een brief met grieven in een boei van een van de schepen te zijn verstopt. De verdachten werden berecht en gestraft, behalve edelman Bernal Diaz de Pisa die later naar Spanje werd gestuurd om daar door het hof te worden berecht.

### Slavenhandel
De slavenhandel in deze Spaanse kolonie kwam in 1502 op gang door de grote sterfte van de inheemse bevolking. Deze slavenbevolking heeft een grote invloed gehad op de ontwikkeling van de staten op het eiland. De slavernij is in verschillende perioden afgeschaft en weer ingesteld.

### Santo Domingo
Het eiland was een belangrijk knooppunt met Europa geworden voor de handel en verdere ontdekking van Amerika. De hoofdstad Santo Domingo was daarbij de plaats waar alles werd geregeld. In de loop der tijd was het niet meer duidelijk of men met die naam de hoofdstad, een ander deel, of het hele eiland bedoelde. In 1821 werd het Spaanstalige deel een republiek met de naam Santo Domingo.

### Saint Dominique
Europese landen begonnen zich ook te interesseren voor de mogelijkheden die er lagen. Vooral Frankrijk trachtte vanaf 1664 via het westen op Hispaniola te infiltreren. Door Europese problemen en het verdrag van de Vrede van Rijswijk in 1697 moest Spanje het westelijke deel van Hispaniola aan Frankrijk afstaan die het Saint-Domingue noemde.

### Slavenopstanden
Er zijn verschillende slavenopstanden en pogingen daartoe geweest. De belangrijkste was de Haïtiaanse Revolutie van 1791 die het begin was van de eerste geslaagde slavenopstand in de geschiedenis van Amerika, met als gevolg het ontstaan van Haïti.

### Frans Hispaniola
Door de Pyreneeënoorlog werd op 22 juli 1795 het tweede vredesverdrag van Bazel gesloten waarmee Frankrijk het gezag over het hele eiland kreeg. De Fransen waren druk in Europa, waardoor eerst de slaven in Saint-Domingue en later de Spanjaarden de gelegenheid grepen om een onafhankelijke staat te vestigen.

### Haïti
Nadat de slaven van Saint-Domingue in 1803 de Franse herovering door Napoleon konden voorkomen, werd door de luitenant van  Toussaint Louverture op 1804 de Onafhankelijke Republiek Haïti uitgeroepen en was daarmee de eerste onafhankelijke, door zwarte slaven geleide staat in Amerika. Hierna bezetten de slaven het hele eiland, waarna het Haïti werd genoemd.

### Twee Haïti's
Omdat er twee opstandelingenleiders waren die de leiding opeisten was het eiland verdeeld in een noordelijk en zuidelijk Haïti. Het Cordillera Central was hierbij de fysieke en feitelijke grens op het eiland. Hierna volgde een rumoerige tijd en wisselende bezetters.

### Boba España
Door de Spaanse Reconquista in 1808 kwam het oude Spaanse deel opnieuw onder Spaans bewind. Deze periode is bekend geworden als de Era España Boba "tijdperk van dom Spanje". Spanje kon geen winst uit de kolonie halen en verwaarloosde zijn gezag.

### Onafhankelijk Santo Domingo
Door de verminderde aandacht van Spanje greep José Núñez de Cáceres de mogelijkheid om in 1821 een onafhankelijke staat te vestigen met de naam Republiek Santo Domingo. Dit duurde echter niet lang en het werd bekend als de Kortstondige Onafhankelijkheid. De nieuwe staat zocht aansluiting bij Groot-Colombia, wat tegen de zin van de Haïtiaanse president Jean-Pierre Boyer was, die in 1822 opnieuw het Spaanse deel overviel.

### Los Alcarrizos
De volgende Spaanse onafhankelijkheidsstrijd werd georganiseerd in 1824 en is bekend als La Conspiración de Los Alcarrizos "het Verraad van Alcarrizos". Deze poging tot ondermijning van de macht werd ontdekt en de meeste organisatoren berecht.

## Onafhankelijke Dominicaanse Republiek

### Onafhankelijk
In 1838 ontstond opnieuw onvrede onder de Spaanse bewoners, reden waarom Juan Pablo Duarte La Trinitaria (de drie-eenheid) oprichtte. Deze organisatie had tot doel om een onafhankelijke staat te stichten met de naam Republica Dominicana (Dominicaanse Republiek). Ondanks dat hij door Santana was verbannen voor het doel was bereikt, slaagde hij erin om met de hulp van Francisco del Rosario Sánchez en Ramón Matías Mella op 27 februari 1844 de laatste beslissende slag te leveren om dit doel te bereiken. De onafhankelijke Dominicaanse Republiek werd bij de Puerta del Conde uitgeroepen door Ramón Matías Mella met de eerste Dominicaanse vlag met blauw en rood gescheiden door een witte baan.

### Spaanse Provincie
Pedro Santana, die zich in juli tot president uitriep, wilde aansluiting bij Spanje omdat hij vond dat de republiek niet zelfstandig kon bestaan. Spanje accepteerde het verzoek op 6 november 1844, onder voorwaarde dat de republiek een Spaanse provincie zou worden. Dit was tegen het doel en de wil van de bedenkers die hiertegen protesteerden. Santana had dictatoriale ideeën en verbande de strijders van La Trinitaria.

### Een moeilijke start
De Dominicaanse Republiek had als natie groeipijnen en een reeks van staatshoofden. Tot 1856 werd nog tegen de resten van de Haïtiaanse overheersing gevochten. De slag bij Sabana Larga en Jácuba waren het definitieve einde van het Haïtiaanse verzet.

### De eerste grondwet
De eerste grondwet van de nieuwe Dominicaanse Republiek werd ondertekend in San Cristobal. Uit angst voor politieke instabiliteit, controleerde Pedro Santana zelf de herzieningen van de nieuwe grondwet die hem in staat stelde aan de macht blijven. Hij vervulde de presidentiële functie van 1844 tot 1848, van 1853 tot 1856 en van 1858 tot 1861.

### Opnieuw Spaans bezit
Door de voortdurende annexatiedreiging van Haïti en de Amerikaanse Burgeroorlog (1861 tot 1865), had Pedro Santana de hulp van Spaanse troepen ingeroepen, zo kreeg Spanje zijn kolonie weer terug.

### Hernieuwde onafhankelijkheid
Een groot deel van de bevolking kwam in opstand en nadat de Spanjaarden waren verdreven, werd op 30 mei 1865 La Restauración de la Independencia het herstel van de onafhankelijkheid, uitgeroepen. Gedurende deze tijd werden koloniale structuren, zoals stadsmuren, het paleis van Diego Columbus en vele andere historische gebouwen, verwaarloosd en raakten in verval.

### Panamakanaal
Door de bouw van het Panamakanaal was de Amerikaanse betrokkenheid in de Dominicaanse Republiek sterk gestegen. Vanwege de vrees dat de Europese mogendheden Hispaniola als basis zouden gebruiken om het kanaal te controleren, bezetten de Verenigde Staten de Dominicaanse Republiek van 1916 tot 1924.

### Het Trujillotijdperk
In 1930 werd Horacio Vásquez, die toen 6 jaar president was, door generaal Rafael Trujillo gearresteerd en begon een dictatuur tot 1961, dit noemt men het Era Trujillo (Trujillotijdperk). Hij liet geen gelegenheid voorbij gaan om zich te verrijken en zijn verpersoonlijking te vergroten. Hij schuwde niet om tegenstanders te elimineren. Tijdens de Masacre Perejil in het grensgebied met Haïti werd, afhankelijk van Spaans-Dominicaanse of Haïtiaans-creoolse uitspraak van peterselie (perejil-perse), besloten wie Hatïaans was, en dus ongewenst. Op deze manier werden 30.000 tot 50.000 Haïtianen en Dominicanen vermoord. Na de moord op drie gezusters Mirabal op 25 november 1960 nam de onvrede zover toe dat hij in 1961 werd vermoord en de dictatuur eindigde.

### Onstabiele periode
Na de dood van Trujillo probeerde zijn zoon, luitenant-generaal Rafael Leonidas Trujillo Martínez, de macht over te nemen. Dit lukte niet en hij werd verbannen. Joaquín Balaguer, die onder "el jefe" dictator Trujillio ook president was geweest, nam de leiding en vormde een tijdelijke regering. Er werden verkiezingen gehouden die door Juan Bosch werden gewonnen.

### Staatsgreep
Een staatsgreep door een groep jonge officieren beëindigde deze eerste vrij gekozen regering in 1963 en zij vormden een driemanschap. Deze situatie leidde in 1965 tot een nieuwe opstand van aanhangers van Bosch en was het begin van een burgeroorlog. Dit had tot gevolg dat de Verenigde Staten voor de tweede keer tot interventie overgingen om hun belang in de omgeving te beschermen. Nadat Balaguer een overeenkomst met de VS had gesloten en een regering had gevormd, vertrokken de VS weer in 1966.

### Nieuwe dictator
De autoritaire Balaguer werd president en er kwam een nieuwe grondwet naar Amerikaans voorbeeld. Vanaf dat moment was er een nationaal congres, een senaat en een kamer van afgevaardigden. Om de vier jaar kwamen er vrije verkiezingen voor alle Dominicanen boven de 18 jaar met een identiteitskaart. Na drie ambtstermijnen Belaguer, waarin ook hij probeerde de oppositie te verzwakken en de verkiezingen te manipuleren, verloor hij van Antonio Guzmán.

## Volgende presidenten en problemen
1978 - Antonio Guzmán wilde inperking van de macht van leger en politie en wilde de corruptie tegengaan. Enkele weken voor het einde van zijn ambtsperiode blijken enkele familieleden zich te hebben verrijkt en pleegt hij zelfmoord.
1982 - Salvador Jorge Blanco wordt president, ook hij wil de corruptie tegen gaan. Na zijn termijn wordt hij hiervan zelf beschuldigd.
1986 - Joaquín Balaguer van de PRSC Partido Reformista Social Christiano wint opnieuw tweemaal de verkiezingen.
1994 - Balaquer wint met een nipte overwinning van Peña, een tweede ronde zou nodig zijn. Voor de rust in het land besluit men in 1996 vervroegde verkiezingen te houden.
1996 - Leonel Fernández van de PLD wint de verkiezingen. Door een grondwetsherziening mag niemand meer dan twee termijnen achter elkaar president zijn.
2000 - Hipólito Mejía van de PRD wint de verkiezingen met een zeer klein verschil, een tweede ronde zou nodig zijn, maar Leonel Fernández accepteert zijn verlies voor de rust in het land. De economische politiek en de stijgende kosten van levensonderhoud leiden in 2003 tot een algemene staking met onlusten waarbij 41 mensen gewond raakten en 7 doden vallen.
2004 - Leonel Fernández PLD wint met 57% de voor de tweede keer verkiezingen. Hij werkt hard aan een stabiele economie en goede infrastructuur.
2008 - Leonel Fernández PLD wint met 53% voor de derde keer de verkiezingen. Het land blijft stabiel hoewel men ook hier de wereldcrisis voelt.
2012 - Danilo Medina PLD wint met 51% de verkiezingen, de verkiezingsstrijd ging tussen de PLD en PRD, de rest van de partijen was te klein om enige kans te maken en sloten zich aan bij de twee grootste partijen.

## Corruptie
In de Dominicaanse Republiek wordt altijd veel gesproken over corruptie bij de overheid, maar het zit in alle lagen van de bevolking. Ook hier wordt men berecht bij verdenking van corruptieve praktijken of fraude. Aan het begin van de 21ste eeuw wordt er, mede onder druk van de VS, sterker op gecontroleerd en worden door de rechterlijke macht ook veroordelingen uitgesproken.